# 트레메

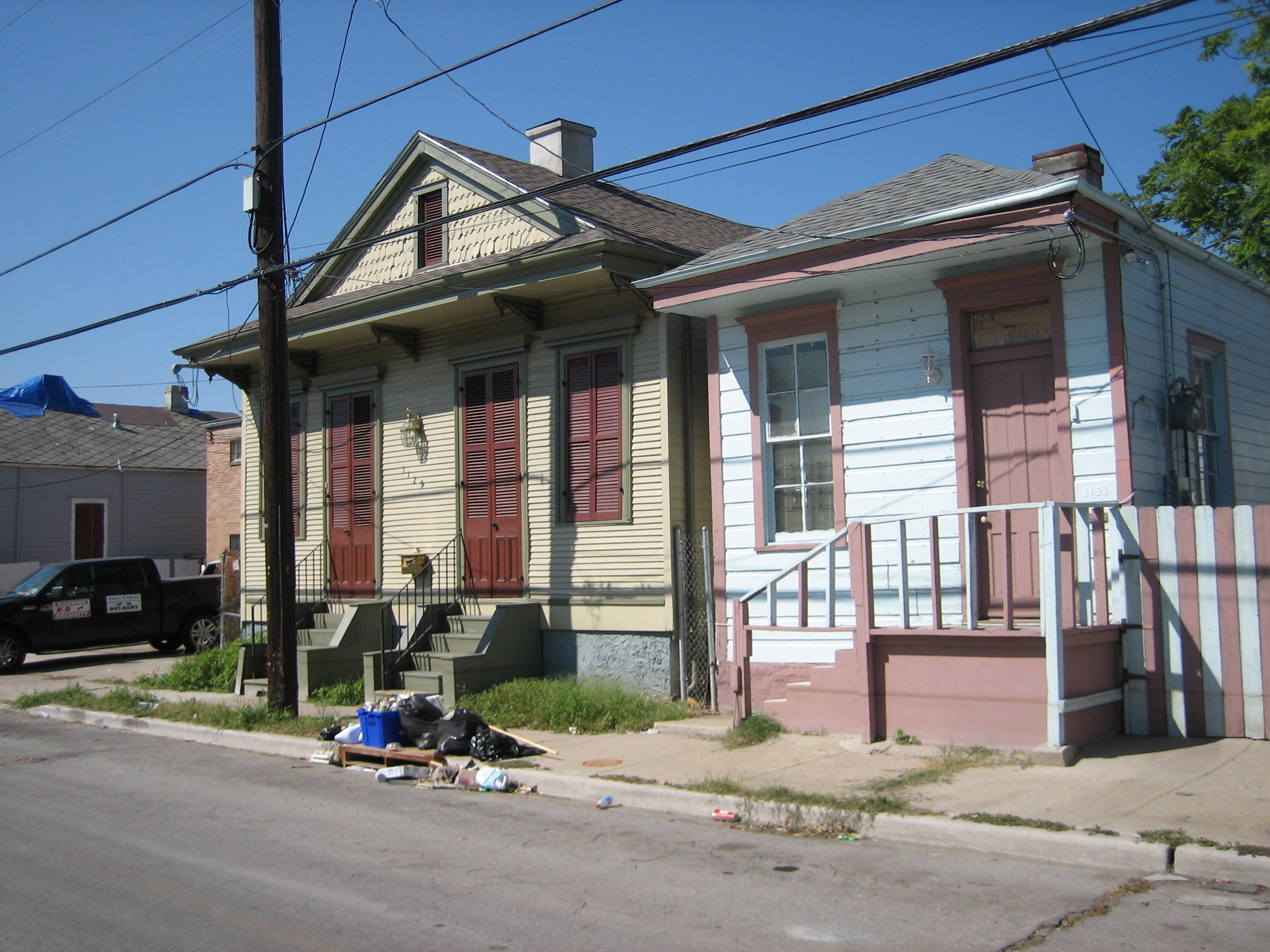
트레메의 한 주택

트레메(영어: Tremé 트러메이[*], 영어 발음: /trəˈmeɪ/)는 미국 루이지애나주 뉴올리언스의 다운타운 지역 중 하나이다. 뉴올리언스에서 가장 오래된 지역 중 하나이며, 도시의 역사의 초기 단계에서는 다양한 인종이 사는 지역이었다. 현재는 아프리카계 미국인 문화 중심지의 하나로서 중요한 위치를 차지하고 있다.